# Megapogon
Megapogon é um gênero de esponja marinha da família Achramorphidae.

## Espécies
- Megapogon crispatus Jenkin, 1908
- Megapogon crucifer (Poléjaeff, 1883)
- Megapogon pollicaris Jenkin, 1908
- Megapogon raripilus Jenkin, 1908
- Megapogon villosus Jenkin, 1908